# Cantó de los Gemèis
El cantó de los Gemèis és un cantó francès del departament del Puèi Domat, a la regió d'Alvèrnia-Roine-Alps. Està inclòs en el districte d'Issoire, té 11 municipis i el cap cantonal és Los Gemèis.

## Municipis
- Auzat-la-Combelle
- Brassac-les-Mines
- Champagnat-le-Jeune
- La Chapelle-sur-Usson
- Esteil
- Los Gemèis
- Lamontgie
- Peslières
- Saint-Jean-Saint-Gervais
- Saint-Martin-d'Ollières
- Valz-sous-Châteauneuf